# Hiperkarma
A Hiperkarma egy magyar, rock and roll elemekkel tarkított alternatív rock együttes.

## Története
Bérczesi Róbert alapította 2000 nyarán, miután előző együttese, a Blabla feloszlott. Logója egy vészkijáratot jelző piktogram megfordítva. Ekkor léptek fel először a Sziget Fesztiválon.
A zenekar 2007-ben feloszlott, azonban 2011-ben újraalakult. Még abban az évben ismét kényszerpihenőre szorultak, hogy 2014-ben újra koncertezni kezdjenek.
2019. december 9-én 42 éves korában szívrohamban elhunyt az együttes menedzsere Medgyesi Ferenc (Pite).
2020-ban, a Covid-ot követően a zenekar ismét újjáalakult.

## Tagok
- Szöllőssy Kati - basszusgitár
- Bérczesi Róbert – gitár, ének
- Hámori Benedek - dob
- Kis Tibor Sztivi - szólógitár

## Diszkográfia
- hiperkarma (album) (2000)
- dob+basszus (single) (2000)
- lidocain (single) (2001)
- hiperkarma (single) (2002)
- zöldpardon (single) 2002)
- amondó (album) (2003)
- mitévő (single) (2003)
- konyharegény (album) (2014)
- délibáb (single) (2016)
- délibáb (album) (2017)
- megünnepelni jó (single) (2017)
- a napsütötte rész (album) (2019)
- jószerencsét! (single) (2019)
- attól kezdve (single) (2020)
- a kincsem meg én (single) (2020)
- a falon túl (single) (2021)
- VONATOK DÉLNEK (single) (2022)
- THE WILD (single) (2022)
- KILLER IN THE BASEMENT (single) (2022)
- VARÁZSHEGY (single) (2022)
- ÓVNI FOGLAK (single) (2022)
- GET CLOSE (single) (2023)
- AZ ÉN HŐSÖM (single) (2023)
- ÚGY HALLGATNÁLAK (single) (2023)
- NAPIDALOK NAGYKONCERT (Akvárium koncertalbum) (2023)
- EXITS EXIST (album) (2023)
- CSILLAGTÚRA (single) (2024)
- CSILLAGTÚRA (album) (2024)
- TIK-TAK (single) (2024)
- SZÓLNI KELL (album) (2024)

### Albumok
- Hiperkarma (2000)
- Hiperkarma 2 – Amondó ( 2003)
- Konyharegény ( 2014)
- Délibáb (2017)
- A Napsütötte Rész (2019)
- EXITS EXIST (2023)
- SZÓLNI KELL (2024)

### Maxik
- Dob+Basszus (2000)
- Lidocain (2001)
- Hiperkarma (2002)
- zöldpardon (2002)
- Mitévő (2003)

### Kislemezek
- délibáb (2016)
- megünnepelni jó (2017)
- napsütötte rész (2018)
- jószerencsét! (2019)
- attól kezdve (2020)
- a kincsem meg én (2020)
- a falon túl (2021)
- VONATOK DÉLNEK (2022)
- THE WILD (2022)
- KILLER IN THE BASEMENT (2022)
- VARÁZSHEGY (2022)
- ÓVNI FOGLAK (2022)
- GET CLOSE (2023)
- AZ ÉN HŐSÖM (2023)
- ÚGY HALLGATNÁLAK (2023)
- CSILLAGTÚRA (2024)
- TIK-TAK (2024)
- SZÓLNI KELL (2024)
- GARABONCIÁS (2025)